# Katari labdarúgó-válogatott
A katari labdarúgó-válogatott – avagy becenevükön Annabi (gesztenyebarnák) – Katar nemzeti csapata, amelyet a katari labdarúgó-szövetség (arabul: الاتحاد القطري لكرة القد, magyar átírásban: Ittihád al-Katari li-Kurat al-Kadam) irányít. 2019-ben megnyerték az Ázsia-kupát. Az öböl-kupát három alkalommal (1992, 2004, 2014), a nyugat-ázsiai labdarúgó-bajnokságot 2014-ben, míg az Ázsia-játékok labdarúgótornáját 2006-ban nyerték meg.
Hazai mérkőzéseiket leggyakrabban a Halífa Nemzetközi Stadionban játsszák al-Rajjánban.
2022-ben a világbajnokság rendezője, korábban még egyetlen alkalommal sem szerepelt a tornán.

## Történelem
Katar 1971-ig az Egyesült Királyság védnöksége alá tartozott. A katari labdarúgó-szövetség érdekesmód már 1960-ban megalakult és 1963-tól a FIFA, 1967-től pedig az AFC tagja. A katari labdarúgó-válogatott első hivatalos mérkőzését 1970. március 27 játszotta Bahrein ellen. 1970-ben részt vettek történetük első nemzetközi tornáján az 1970-es öböl-kupán. Az Ázsia-kupán először 1980-ban szerepeltek. Az 1984. évi nyári olimpiai játékokon 2–2-es döntetlent játszottak Franciaországgal, majd azt követően Chilétől 1–0-ra, Norvégiától pedig 2–0 kaptak ki. 1978 és 2018 között egyetlen világbajnokságra sem sikerült kijutniuk. 
2010 decemberében Katart választották a 2022-es torna házigazdájának. A döntés heves reakciókat váltott a labdarúgás világában. Történetük legnagyobb sikerét 2019-ben érték el, amikor megnyerték az Egyesült Arab Emírségekben rendezett Ázsia-kupát. A döntőben Japánt győzték le 3–1-re. 2019-ben és 2021-ben is részt vettek a Copa Américán, mint meghívottak.
A 2022-es labdarúgó-világbajnokság nyitómérkőzésén 2–0-ás vereséget szenvedtek Ecuador ellen. A második csoportmérkőzésen 3–1-re kaptak ki Szenegáltól. A katariak első világbajnoki gólját Mohammed Muntari szerezte. Hollandia ellen 2–0-ás vereséggel zárták a tornát.

## Nemzetközi eredmények
Ázsia-kupa
- Aranyérmes: 2 alkalommal (2019, 2023)

Öböl-kupa
- Aranyérmes: 3 alkalommal (1992, 2004, 2014)

WAFF-bajnokság
- Aranyérmes: 1 alkalommal (2014)

Ázsia-játékok
- Aranyérmes: 1 alkalommal (2006)

### Világbajnokság
| Világbajnokságok | Világbajnokságok                          | Világbajnokságok                          | Világbajnokságok                          | Világbajnokságok                          | Világbajnokságok                          | Világbajnokságok                          | Világbajnokságok                          | Világbajnokságok                          |
| Év               | Eredmény                                  | Hely                                      | M                                         | Gy                                        | D*                                        | V                                         | Rg                                        | Kg                                        |
| ---------------- | ----------------------------------------- | ----------------------------------------- | ----------------------------------------- | ----------------------------------------- | ----------------------------------------- | ----------------------------------------- | ----------------------------------------- | ----------------------------------------- |
| 1930 – 1970      | Az Egyesült Királyság protektorátusa volt | Az Egyesült Királyság protektorátusa volt | Az Egyesült Királyság protektorátusa volt | Az Egyesült Királyság protektorátusa volt | Az Egyesült Királyság protektorátusa volt | Az Egyesült Királyság protektorátusa volt | Az Egyesült Királyság protektorátusa volt | Az Egyesült Királyság protektorátusa volt |
| 1974             | Visszalépett                              | Visszalépett                              | Visszalépett                              | Visszalépett                              | Visszalépett                              | Visszalépett                              | Visszalépett                              | Visszalépett                              |
| 1978             | Nem jutott be                             | Nem jutott be                             | Nem jutott be                             | Nem jutott be                             | Nem jutott be                             | Nem jutott be                             | Nem jutott be                             | Nem jutott be                             |
| 1982             | Nem jutott be                             | Nem jutott be                             | Nem jutott be                             | Nem jutott be                             | Nem jutott be                             | Nem jutott be                             | Nem jutott be                             | Nem jutott be                             |
| 1986             | Nem jutott be                             | Nem jutott be                             | Nem jutott be                             | Nem jutott be                             | Nem jutott be                             | Nem jutott be                             | Nem jutott be                             | Nem jutott be                             |
| 1990             | Nem jutott be                             | Nem jutott be                             | Nem jutott be                             | Nem jutott be                             | Nem jutott be                             | Nem jutott be                             | Nem jutott be                             | Nem jutott be                             |
| 1994             | Nem jutott be                             | Nem jutott be                             | Nem jutott be                             | Nem jutott be                             | Nem jutott be                             | Nem jutott be                             | Nem jutott be                             | Nem jutott be                             |
| 1998             | Nem jutott be                             | Nem jutott be                             | Nem jutott be                             | Nem jutott be                             | Nem jutott be                             | Nem jutott be                             | Nem jutott be                             | Nem jutott be                             |
| 2002             | Nem jutott be                             | Nem jutott be                             | Nem jutott be                             | Nem jutott be                             | Nem jutott be                             | Nem jutott be                             | Nem jutott be                             | Nem jutott be                             |
| 2006             | Nem jutott be                             | Nem jutott be                             | Nem jutott be                             | Nem jutott be                             | Nem jutott be                             | Nem jutott be                             | Nem jutott be                             | Nem jutott be                             |
| 2010             | Nem jutott be                             | Nem jutott be                             | Nem jutott be                             | Nem jutott be                             | Nem jutott be                             | Nem jutott be                             | Nem jutott be                             | Nem jutott be                             |
| 2014             | Nem jutott be                             | Nem jutott be                             | Nem jutott be                             | Nem jutott be                             | Nem jutott be                             | Nem jutott be                             | Nem jutott be                             | Nem jutott be                             |
| 2018             | Nem jutott be                             | Nem jutott be                             | Nem jutott be                             | Nem jutott be                             | Nem jutott be                             | Nem jutott be                             | Nem jutott be                             | Nem jutott be                             |
| 2022             | Csoportkör                                | 32.                                       | 0                                         | 0                                         | 0                                         | 3                                         | 1                                         | 7                                         |
| Összesen         |                                           | 1/22                                      | 3                                         | 0                                         | 0                                         | 3                                         | 1                                         | 7                                         |

### Ázsia-kupa
| Év       | Eredmény                                  | Helyezés                                  | M                                         | Gy                                        | D                                         | V                                         | RG                                        | KG                                        |
| -------- | ----------------------------------------- | ----------------------------------------- | ----------------------------------------- | ----------------------------------------- | ----------------------------------------- | ----------------------------------------- | ----------------------------------------- | ----------------------------------------- |
| 1956     | Az Egyesült Királyság protektorátusa volt | Az Egyesült Királyság protektorátusa volt | Az Egyesült Királyság protektorátusa volt | Az Egyesült Királyság protektorátusa volt | Az Egyesült Királyság protektorátusa volt | Az Egyesült Királyság protektorátusa volt | Az Egyesült Királyság protektorátusa volt | Az Egyesült Királyság protektorátusa volt |
| 1960     | Az Egyesült Királyság protektorátusa volt | Az Egyesült Királyság protektorátusa volt | Az Egyesült Királyság protektorátusa volt | Az Egyesült Királyság protektorátusa volt | Az Egyesült Királyság protektorátusa volt | Az Egyesült Királyság protektorátusa volt | Az Egyesült Királyság protektorátusa volt | Az Egyesült Királyság protektorátusa volt |
| 1964     | Az Egyesült Királyság protektorátusa volt | Az Egyesült Királyság protektorátusa volt | Az Egyesült Királyság protektorátusa volt | Az Egyesült Királyság protektorátusa volt | Az Egyesült Királyság protektorátusa volt | Az Egyesült Királyság protektorátusa volt | Az Egyesült Királyság protektorátusa volt | Az Egyesült Királyság protektorátusa volt |
| 1968     | Az Egyesült Királyság protektorátusa volt | Az Egyesült Királyság protektorátusa volt | Az Egyesült Királyság protektorátusa volt | Az Egyesült Királyság protektorátusa volt | Az Egyesült Királyság protektorátusa volt | Az Egyesült Királyság protektorátusa volt | Az Egyesült Királyság protektorátusa volt | Az Egyesült Királyság protektorátusa volt |
| 1972     | Az Egyesült Királyság protektorátusa volt | Az Egyesült Királyság protektorátusa volt | Az Egyesült Királyság protektorátusa volt | Az Egyesült Királyság protektorátusa volt | Az Egyesült Királyság protektorátusa volt | Az Egyesült Királyság protektorátusa volt | Az Egyesült Királyság protektorátusa volt | Az Egyesült Királyság protektorátusa volt |
| 1976     | Nem jutott be                             | Nem jutott be                             | Nem jutott be                             | Nem jutott be                             | Nem jutott be                             | Nem jutott be                             | Nem jutott be                             | Nem jutott be                             |
| 1980     | Csoportkör                                | 8.                                        | 4                                         | 1                                         | 1                                         | 2                                         | 3                                         | 8                                         |
| 1984     | Csoportkör                                | 5.                                        | 4                                         | 1                                         | 2                                         | 1                                         | 3                                         | 3                                         |
| 1988     | Csoportkör                                | 5.                                        | 4                                         | 2                                         | 0                                         | 2                                         | 7                                         | 6                                         |
| 1992     | Csoportkör                                | 6.                                        | 3                                         | 0                                         | 2                                         | 1                                         | 3                                         | 4                                         |
| 1996     | Nem jutott be                             | Nem jutott be                             | Nem jutott be                             | Nem jutott be                             | Nem jutott be                             | Nem jutott be                             | Nem jutott be                             | Nem jutott be                             |
| 2000     | Negyeddöntő                               | 8.                                        | 4                                         | 0                                         | 3                                         | 1                                         | 3                                         | 5                                         |
| 2004     | Csoportkör                                | 14.                                       | 3                                         | 0                                         | 1                                         | 2                                         | 2                                         | 4                                         |
| 2007     | Csoportkör                                | 14.                                       | 3                                         | 0                                         | 2                                         | 1                                         | 3                                         | 4                                         |
| 2011     | Negyeddöntő                               | 7.                                        | 4                                         | 2                                         | 0                                         | 2                                         | 7                                         | 5                                         |
| 2015     | Csoportkör                                | 13.                                       | 3                                         | 0                                         | 0                                         | 3                                         | 2                                         | 7                                         |
| 2019     | Aranyérmes                                | 1.                                        | 7                                         | 7                                         | 0                                         | 0                                         | 19                                        | 1                                         |
| 2023     | Aranyérmes                                | 1.                                        | 7                                         | 6                                         | 1                                         | 0                                         | 14                                        | 5                                         |
| Összesen | 2 aranyérem                               | 11/13                                     | 46                                        | 19                                        | 12                                        | 15                                        | 66                                        | 52                                        |

## Játékosok

### Jelenlegi keret
A katari válogatott hazai rendezésű, 2022-es Világbajnokságra nevezett 26 fős kerete.
A pályára lépések és gólok száma a 2022. november 9-én  Albánia elleni mérkőzés után lett frissítve.
| 1  | K  | Szad ál-Síb          | 1990. február 19. (35 éves)    | 76  | 0  | Asz-Szadd  |  |  |
| 21 | K  | Júszúf Haszan        | 1996. május 24. (28 éves)      | 7   | 0  | Al-Gharafa |  |  |
| 22 | K  | Meszal Barsam        | 1998. február 14. (27 éves)    | 20  | 0  | Asz-Szadd  |  |  |
|    |    |                      |                                |     |    |            |  |  |
| 2  | V  | Ró-Ró                | 1990. augusztus 6. (34 éves)   | 80  | 1  | Asz-Szadd  |  |  |
| 4  | V  | Mohamed Vad          | 1999. szeptember 18. (25 éves) | 21  | 0  | Asz-Szadd  |  |  |
| 5  | V  | Tárek Szalmán        | 1997. december 5. (27 éves)    | 58  | 0  | Asz-Szadd  |  |  |
| 13 | V  | Muszab Heder         | 1993. szeptember 26. (31 éves) | 30  | 0  | Asz-Szadd  |  |  |
| 14 | V  | Homám Áhmed          | 1999. augusztus 25. (25 éves)  | 29  | 2  | Al-Gharafa |  |  |
| 15 | V  | Bassam Al-Rawi       | 1997. december 16. (27 éves)   | 58  | 2  | ed-Duhaíl  |  |  |
| 16 | V  | Búalám Húhí          | 1990. szeptember 7. (34 éves)  | 105 | 20 | Asz-Szadd  |  |  |
| 17 | V  | Iszmáíl Mohamad      | 1990. április 5. (34 éves)     | 70  | 4  | ed-Duhaíl  |  |  |
|    |    |                      |                                |     |    |            |  |  |
| 3  | KP | Abd el-Csarím Haszan | 1993. augusztus 28. (31 éves)  | 130 | 15 | Asz-Szadd  |  |  |
| 6  | KP | Abd ál-Azíz Hátem    | 1990. október 28. (34 éves)    | 107 | 11 | Al-Rayyan  |  |  |
| 8  | KP | Alí Aszad Állah      | 1993. január 19. (32 éves)     | 59  | 12 | Asz-Szadd  |  |  |
| 10 | KP | Hassan Al Haidos     | 1990. december 11. (34 éves)   | 169 | 36 | Asz-Szadd  |  |  |
| 12 | KP | Karim Boudiaf        | 1990. szeptember 16. (34 éves) | 115 | 6  | ed-Duhaíl  |  |  |
| 23 | KP | Assim Madibo         | 1996. október 22. (28 éves)    | 43  | 0  | ed-Duhaíl  |  |  |
| 20 | KP | Salem Al-Hajri       | 1996. április 10. (28 éves)    | 22  | 0  | Asz-Szadd  |  |  |
| 24 | KP | Naif Al-Hadhrami     | 2001. július 18. (23 éves)     | 1   | 0  | Al-Rayyan  |  |  |
| 25 | KP | Jassem Gaber         | 2002. február 20. (23 éves)    | 0   | 0  | Al-Arabi   |  |  |
| 26 | KP | Mostafa Tarek        | 2001. március 28. (23 éves)    | 1   | 0  | Asz-Szadd  |  |  |
|    |    |                      |                                |     |    |            |  |  |
| 7  | CS | Ahmed Alaaeldin      | 1993. január 31. (32 éves)     | 47  | 2  | Al-Gharafa |  |  |
| 9  | CS | Mohammed Muntari     | 1993. december 20. (31 éves)   | 48  | 13 | ed-Duhaíl  |  |  |
| 11 | CS | Acsram Afíf          | 1996. november 18. (28 éves)   | 89  | 26 | Asz-Szadd  |  |  |
| 18 | CS | Khalid Muneer        | 1998. február 24. (27 éves)    | 2   | 0  | Al-Wakrah  |  |  |
| 19 | CS | Almaz Ali            | 1996. augusztus 19. (28 éves)  | 85  | 42 | ed-Duhaíl  |  |  |

### A legtöbb válogatottsággal rendelkező játékosok
Az adatok 2022. szeptember 27. állapotoknak felelnek meg.
- A még aktív játékosok (félkövérrel) vannak megjelölve.

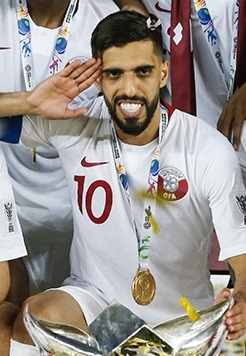
Hassan Al Haidos a válogatottsági rekorder 169 mérkőzéssel.

| Rank | Játékos              | Mérkőzés | Gólok | Időszak   |
| ---- | -------------------- | -------- | ----- | --------- |
| 1    | Hassan Al Haidos     | 169      | 36    | 2008–     |
| 2    | Abd el-Csarím Haszan | 130      | 15    | 2010–     |
| 3    | Sebastián Soria      | 123      | 39    | 2006–2017 |
| 4    | Karim Boudiaf        | 115      | 6     | 2013–     |
| 5    | Wesam Rizik          | 112      | 7     | 2001–2014 |
| 6    | Bilal Mohammed       | 109      | 7     | 2003–2014 |
| 7    | Abd ál-Azíz Hátem    | 107      | 11    | 2009–     |
| 8    | Mubarak Mustafa      | 105      | 41    | 1992–2004 |
| 8    | Búalám Húhí          | 105      | 20    | 2013–     |
| 10   | Ibrahim Majid        | 95       | 5     | 2007–2017 |

### A válogatottban legtöbb gólt szerző játékosok
Az adatok 2022. szeptember 27. állapotoknak felelnek meg.
- A még aktív játékosok (félkövérrel) vannak megjelölve.

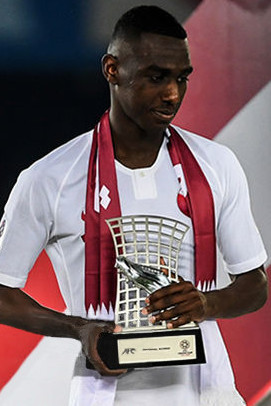
Almaz Ali a válogatott történetének egyik legeredményesebb játékosa 42 góllal.

| #  | Játékos                 | Gólok | Mérkőzés | Arány | Időszak   |
| -- | ----------------------- | ----- | -------- | ----- | --------- |
| 1  | Mansour Muftah          | 42    | 81       | 0.52  | 1976–2000 |
| 1  | Almaz Ali               | 42    | 85       | 0.49  | 2016–     |
| 3  | Mubarak Mustafa         | 41    | 105      | 0.48  | 1992–2004 |
| 4  | Sebastián Soria         | 39    | 123      | 0.32  | 2006–2017 |
| 5  | Hassan Al Haidos        | 36    | 169      | 0.21  | 2008–     |
| 6  | Mohammed Salem Al-Enazi | 34    | 69       | 0.49  | 1996–2003 |
| 7  | Mahmoud Soufi           | 31    | 79       | 0.39  | 1988–1998 |
| 8  | Acsram Afíf             | 26    | 89       | 0.29  | 2015–     |
| 9  | Khalfan Ibrahim         | 21    | 90       | 0.23  | 2006–2015 |
| 10 | Búalám Húhí             | 20    | 105      | 0.19  | 2013–     |

## Szövetségi kapitányok
A következő lista tartalmazza a katari labdarúgó-válogatott összes ismert szövetségi kapitányát 1969-től.
| - Tahá Túhí (1969) - Mohammed Hasszán Hérí (1969–1972) - Helmi Husszejn Mahmúd (1974) - Frank Wignall (1975–1977) - John Carrdone (1977–1978) - Hasszán Otmán (1979) - Evaristo de Macedo (1979–1984, 1984–1985, 1992) - Ronald de Carvalho (1984) - Dino Sani & Júlio Espinosa (1985–1986) - Procópio Cardoso (1987–1988) - Anatolij Prokopenko (1988) - Mohammed Dahám (1988) - Cabralzinho (1989) - Dino Sani (1989–1990, 1990) - Uli Maslo (1990) - Luís Fernandes (1992) - Ivo Wortmann (1992) - Sebastião Lapola (1992–1993) - Abdul Mallála (1993) - Dave Mackay (1994–1995) - Jørgen E. Larsen (1995–1996) - Jo Bonfrère (1996–1997) - Džemal Hadžiabdić (1997–1998) | - Zé Mario (1998) - Luiz Gonzaga Milioli (1998) - Jo Bonfrère (1998–99) - Džemal Hadžiabdić (1999–2001) - Paulo Luiz Campos (2001) - Pierre Lechantre (2002–2003) - Philippe Troussier (2003–2004) - Szaejd Al Misznád (2004) - Džemaludin Mušović (2004–2007) - Jorge Fossati (2007–2008) - Bruno Metsu (2008–2011) - Milovan Rajevac (2011) - Sebastião Lazaroni (2011–2012) - Paulo Autuori (2012–2013) - Fahád Tání (2013–2014) - Djamel Belmadi (2014–2015) - José Daniel Carreño (2015–2016) - Jorge Fossati (2016–2017) - Félix Sánchez (2017–2022) - Bruno Pinheiro (2023) - Carlos Queiroz (2023) - Tintín Márquez (2023–jelenleg) |